# Cofradía de las Siete Palabras y de San Juan Evangelista (Zaragoza)

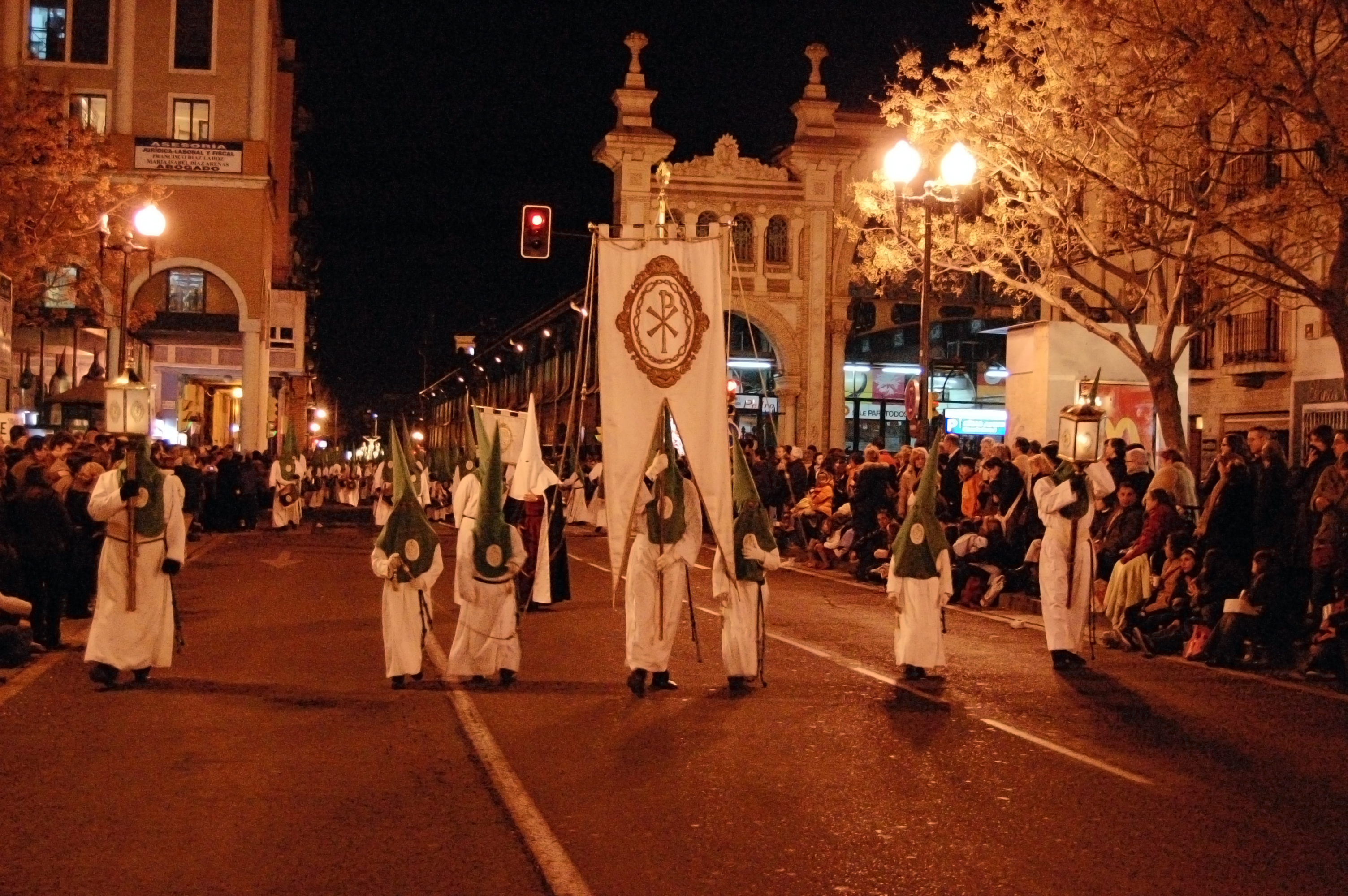
Guion de la Cofradía

La cofradía de las Siete Palabras y de San Juan Evangelista fundada en 1940 como cofradía penitencial, es una de las 25 cofradías penitenciales que componen la Semana Santa Zaragozana, y filial de la Hermandad de la Preciosísima Sangre de Nuestro Señor Jesucristo de la misma ciudad.

## Historia
La cofradía de las Siete Palabras y de San Juan Evangelista de Zaragoza fue fundada en febrero de 1940, en el seno de la juventud masculina de Acción Católica de Zaragoza, bajo el impulso de mosén Francisco Izquierdo Molíns (1903-1973), canónigo penitenciario y prelado doméstico de Su Santidad, que dedicó su vida al apostolado seglar y fundó obras de gran trascendencia social como el Stadium Casablanca. La cofradía nació con el fin, que siempre ha cumplido y todavía sigue llevando a cabo, de predicar públicamente las Siete Palabras de Jesucristo en la Cruz la mañana de Viernes Santo.
En la Semana Santa de aquel mismo año, la recién fundada cofradía efectuó su primera salida procesional introduciendo como novedad en Zaragoza doce tambores que imitaban la tradición bajoaragonesa. De esta forma, la cofradía de las Siete Palabras sentó las bases del gran protagonismo actual de este instrumento entre las cofradías de Zaragoza y por ello ha sido conocida tradicionalmente en la ciudad como “la cofradía de los tambores”. También fue la primera cofradía zaragozana en incorporar los timbales, en el año 1945, y los bombos, en el año 1970.
En 1996 un grupo de cincuenta tambores y bombos se desplazó a Madrid tocando en la procesión de la Soledad, iniciando la costumbre de que una cofradía zaragozana participe en ella cada año.
La cofradía tiene en la actualidad 1.353 hermanos. Estuvo integrada exclusivamente por varones hasta 1995, cuando tuvo lugar la incorporación de las mujeres como hermanas de pleno derecho. Está compuesta por hermanos fundadores, numerarios, receptores, aspirantes, bienhechores e hijos de hermano.
Tiene su sede canónica en la Real Capilla de Santa Isabel de Portugal (San Cayetano) de Zaragoza, y está integrada en la vida parroquial de la iglesia de San Gil Abad de la misma ciudad desde 1997.
Está hermanada con la Venerable y Mercedaria Hermandad de Penitencia de las Siete Palabras del Santísimo Cristo de la Sed y María Santísima de la Piedad de Cádiz, la Cofradía de las Siete Palabras de Jesús en la Cruz de León y la congregación del Espíritu Santo y María Santísima de los Dolores de La Coruña.

## Hábito y Escudo
La indumentaria de la cofradía se compone de hábito blanco y capirote y cíngulo verde, tomando los colores de la insignia de la juventud masculina de Acción Católica. Los hermanos llevan un ribete verde en las mangas y los integrantes del piquete, manoplas. La medalla es oval: en su anverso aparece el paso de la Tercera Palabra y en su reverso, el escudo de la cofradía.
El escudo se compone de un Crismón rodeado por una corona de espinas y una orla que integra dos símbolos de San Juan Evangelista: el águila y un Evangelio abierto.

## Imágenes y patrimonio

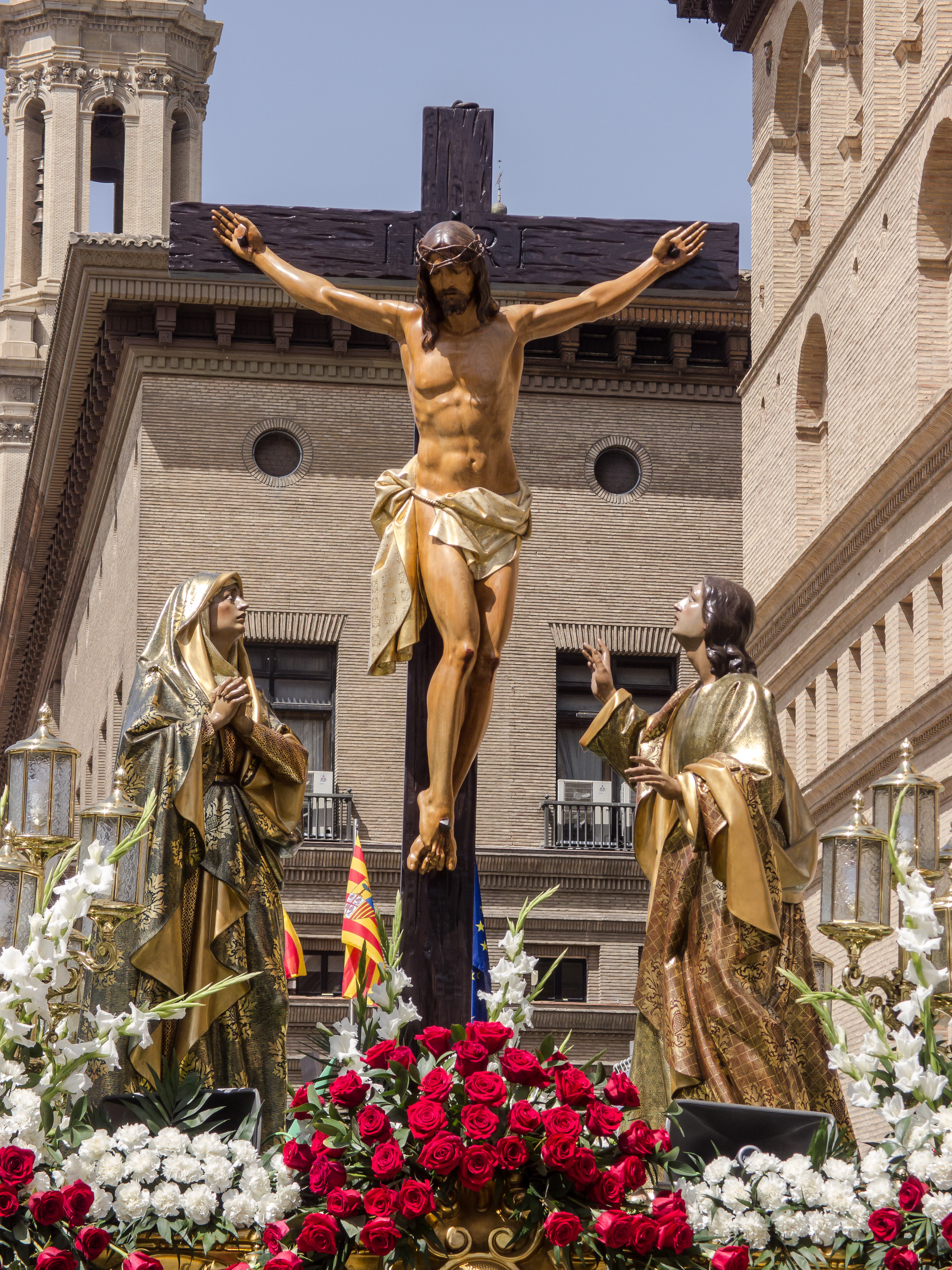
Paso de la Tercera Palabra

- Paso de la Tercera Palabra. Obra del escultor aragonés Félix Burriel, efectuó su primera salida en 1948. Representa a Cristo crucificado entre María y San Juan, en el momento en que Cristo pronunció su III Palabra: Mujer, he ahí a tu hijo; hijo, he ahí a tu Madre. Sustituyó al paso de La Lanzada, obra de José Alegre (1841), procesionado durante la primera década de historia de la cofradía. Las imágenes se encuentran policromadas y estofadas. La greca del paso es del mismo autor, así como el diseño de sus faroles, que ejecutó Rogelio Quintana. Las imágenes reciben culto durante el año en una capilla de la iglesia de San Cayetano.

- Paso de la Quinta Palabra. Obra del escultor murciano Francisco Liza Alarcón, efectuó su primera salida en 1989. Representa a Cristo crucificado con la Magdalena a los pies y un soldado romano y un sayón que le da de beber, en el momento en que Cristo pronunció su V Palabra: Tengo sed. Fue estrenado con motivo de la celebración del Cincuentenario de la fundación de la Cofradía. El Crucificado recibe culto actualmente en la capilla de la cofradía de la iglesia de San Cayetano.

- Peana del Cristo de las Siete Palabras. Es un crucificado tallado en madera de abedul, obra de los Talleres de Jesús Fernández Juan (Arganda del Rey). Es portada a hombros y procesionó por vez primera en 2001. Tiene su mayor protagonismo en el Vía Crucis de la noche de Lunes Santo por las estrechas callejuelas de El Tubo. La imagen recibe culto durante el año en la iglesia de San Gil.

- Paso de la Séptima palabra. En celebración del septuagésimo quinto aniversario de la cofradía, la mañana del Viernes Santo de 2014. Representa la última palabra de Cristo en la Cruz Padre, en tus manos encomiendo mi espíritu. Puede ser llevado a varal, como se realiza el Viernes Santo por la mañana, o sobre ruedas, como se realiza en el Santo Entierro.

Entre el patrimonio de la cofradía destacan además distintos guiones (el actual, que abre los desfiles procesionales, con el escudo bordado en oro sobre blanco en 1971), así como los siete faroles de las Palabras (los actuales son de 1974).

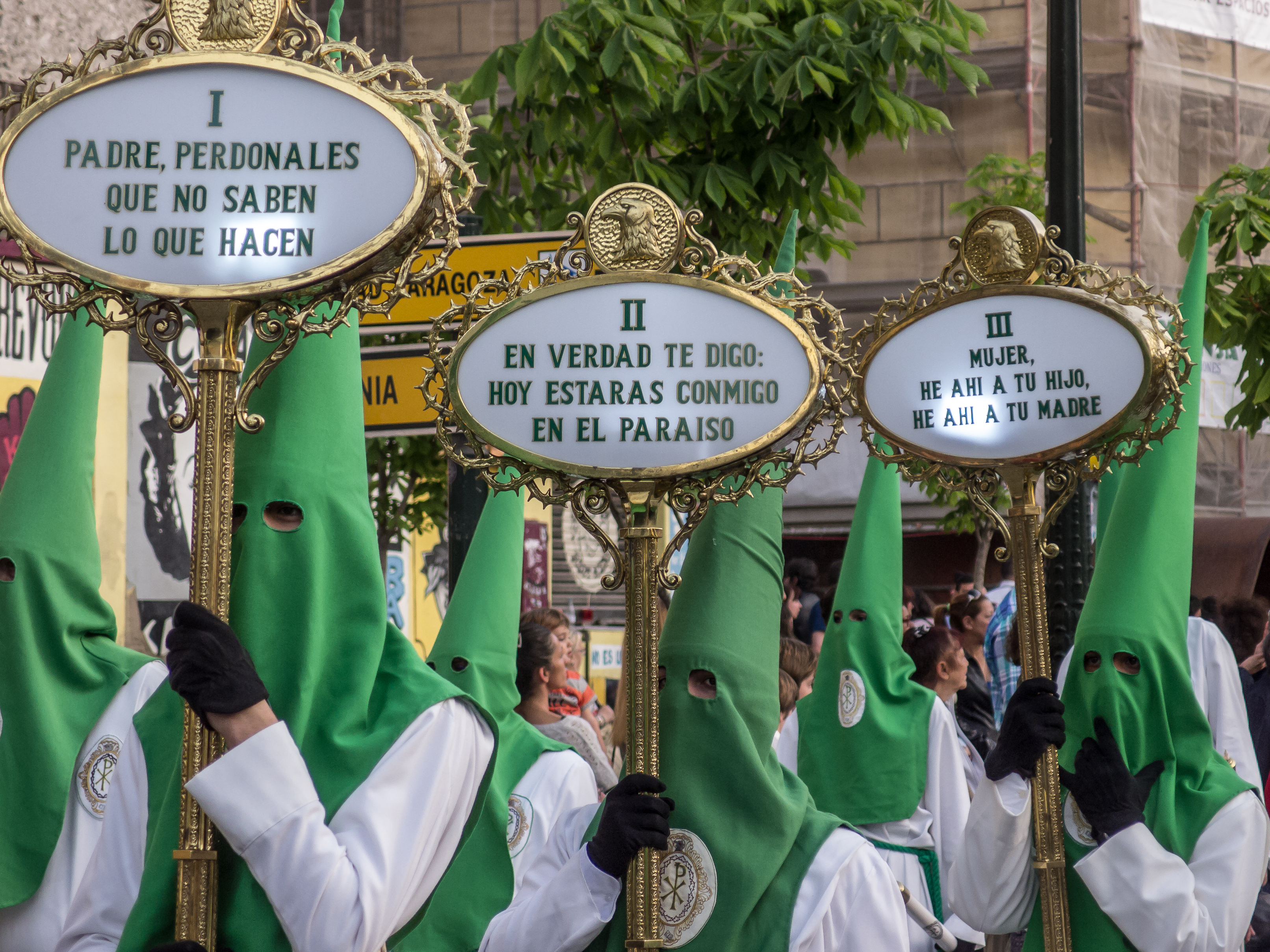
Faroles de las Palabras
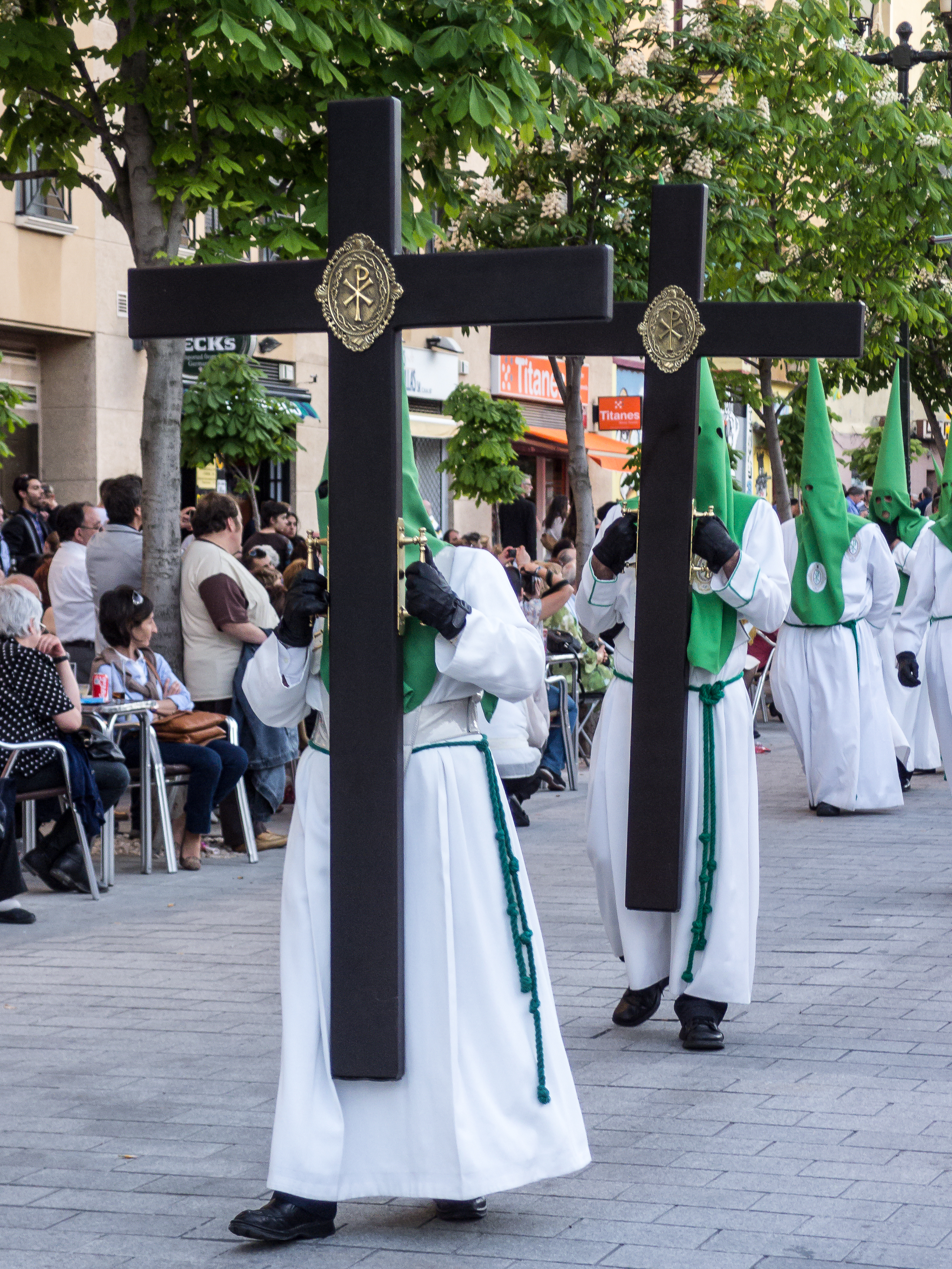
Porteadores de cruces
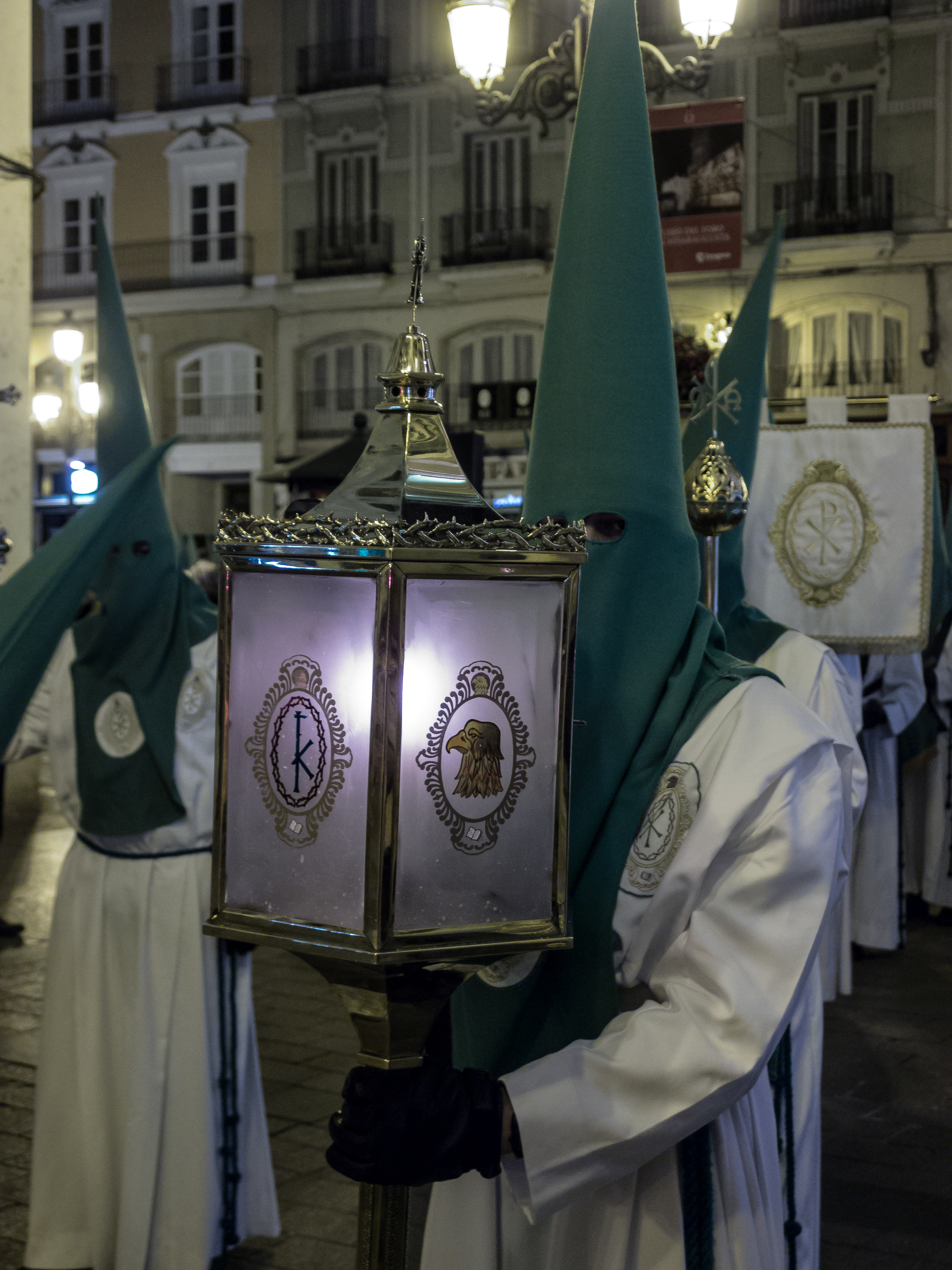
Farol
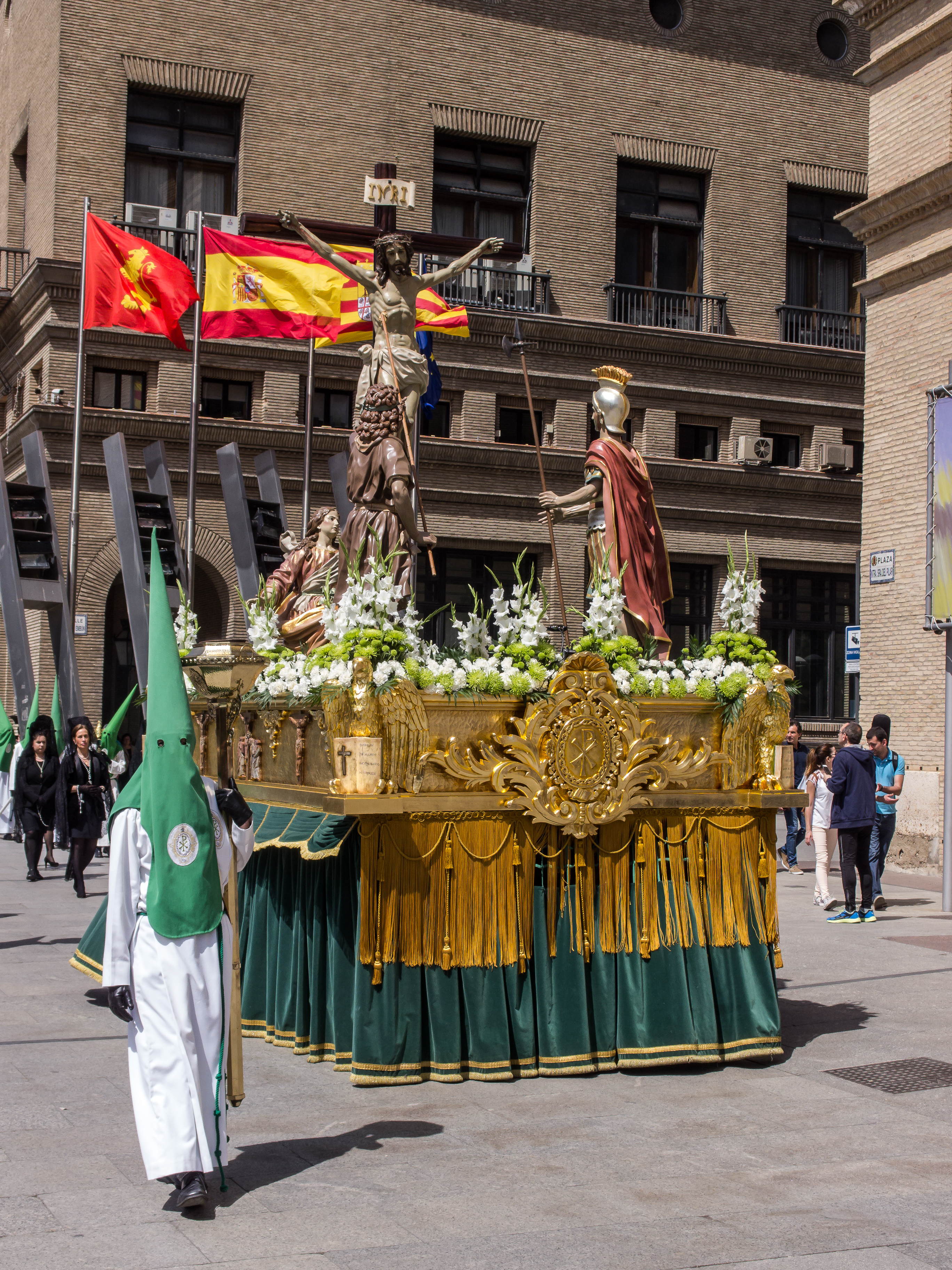
Paso de la quinta palabra
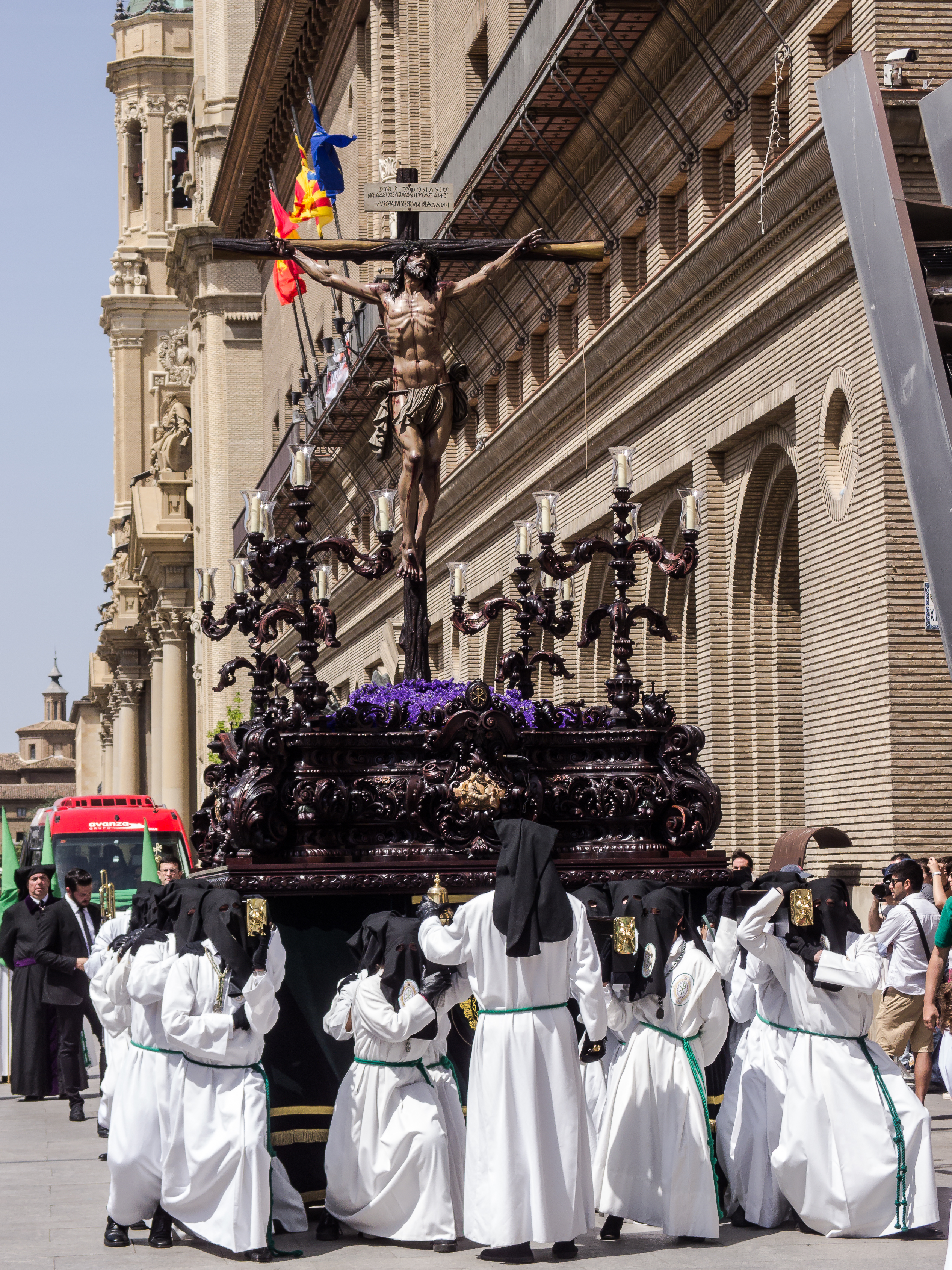
Cristo de las Siete Palabras

## Actos y Salidas procesionales
Durante la Semana Santa tienen lugar tres procesiones de la cofradía. El cortejo procesional está compuesto proporcionalmente en mayor número por la sección de instrumentos (integrada por tambores, bombos y timbales, y que cuenta entre su patrimonio musical con más de 25 marchas), además de por un piquete de cornetas y tambores y de hermanos portadores de velas y distintos atributos procesionales:
- Lunes Santo por la noche: Vía Crucis por las calles de la parroquia de San Gil.
- Viernes Santo por la mañana: procesión de las Siete Palabras (12h, iglesia de San Cayetano). Su fin es la predicación pública de las Siete Palabras, que corre a cargo de siete predicadores, y recorre las calles del centro de la ciudad.
- La tarde del Viernes Santo participa junto con las demás cofradías y hermandades de Zaragoza en la procesión general del Santo Entierro.

No obstante, la vida de la cofradía se prolonga durante el año con la celebración de dos capítulos anuales de hermanos, la organización de diversos actos (un Vía Crucis cuaresmal en San Cayetano, cultos en honor a San Juan Evangelista, un concurso de fotografía de la Semana Santa zaragozana, participación en la ofrenda de flores a la Virgen del Pilar y en el Rosario de Cristal, etc.), de actividades para los más pequeños y de una obra social (operación kilo, colaboración con la Residencia Virgen del Pilar de Zaragoza, donación de sangre).

## Sedes
Sede Canónica: Iglesia de Santa Isabel de Portugal (Vulgo San Cayetano).
Sede Social:  C/ San Jorge 16, 50003 Zaragoza